# Niederwiesenweiher
Der Niederwiesenweiher ist ein See und liegt im gleichnamigen Naherholungsgebiet auf der Gemarkung der Gemeinde Böhl-Iggelheim, Rhein-Pfalz-Kreis.

## Geographische Lage und Merkmale
Das Naherholungsgebiet „Niederwiesenweiher“ liegt zwischen Böhl-Iggelheim und Schifferstadt im Süden des Rhein-Pfalz-Kreises. Es umfasst eine Fläche von ca. 12 ha, von denen sich etwa 10 ha auf den See beschränken, da der Weiher von umliegenden Feldern begrenzt wird.
Der See ist durchschnittlich 6 Meter tief, wobei er eine maximale Tiefe von ungefähr 10 Metern erreicht.
Der ehemalige Baggersee wird von Grund- und Quellwasser gespeist.
Sein Ablauf mündet in den Steinbach. Bis 1973 hat man dort Kies abgebaut. Mittlerweile liegt der See in einem naturbelassenen Gelände mit Schilf und Auebewaldung, das unter Landschaftsschutz steht. An der Ostseite ist eine flache Badezone mit Sandstrand angelegt und auf eigene Gefahr zum Baden freigegeben, außerdem existieren mehrere Halbinseln.
Ebenfalls befindet sich am Strand ein Bistro mit Toiletten.

## Flora und Fauna
Der See ist umgeben mit typischen Strauchgewächsen. Auf den umliegenden Feldern wird dank der Bewässerungslage vorwiegend Weizen und Rettich angebaut. Im Süden grenzt das Erholungsgebiet an den Böhler Wald, der vorwiegend aus Buchen- und Eichenkulturen besteht.
Im See wurden des Öfteren Stichlinge, Goldfische und Welse gesichtet. In der Umgebung sind Nagetiere, selten auch Rehe und harmlose Reptilien vorzufinden.

## Veranstaltungen
Es finden gelegentlich lokale Musikveranstaltungen verschiedener Stilrichtungen wie Techno, House, Rock sowie Reggae und Jazz statt. Diese Feste, an denen das Bistro kurzerhand in eine Diskothek umgewandelt wird, ziehen eine mäßige Besucherzahl vor allem aus dem Umland an, machen den Niederwiesenweiher aber auch überregional z. B. durch BigCityBeats bekannt.
Zudem ist das Erholungsgebiet Bestandteil des lokalen Hungermarschprogramms.

## Sonstiges
Es stehen 200 gebührenpflichtige Parkplätze zur Verfügung.